# Pădurea Șemița
Pădurea Șemița este o arie protejată (sit de importanță comunitară — SCI) din România, desemnată în scopul protejării biodiversității și menținerii într-o stare de conservare favorabilă a florei spontane și faunei sălbatice, precum și a habitatelor naturale de interes comunitar aflate în arealul zonei de protecție. Aceasta este întinsă pe o suprafață de 243,7 ha, integral pe uscat.

## Localizare
Centrul sitului Pădurea Șemița este situat la coordonatele 45°13′04″N 21°25′10″E / 45.2177°N 21.419575°E. Situl se întinde pe teritoriul administrativ al comunei Jamu Mare din județul Timiș.

## Înființare
Situl Pădurea Șemița a fost declarat sit de importanță comunitară (ROSCI0425) în ianuarie 2016 pentru a proteja 2 specii de animale.

## Biodiversitate
Situată în ecoregiunile continentală și panonică, aria protejată conține un habitat natural: Tufărișuri subcontinentale peripanonice.
La baza desemnării sitului se află mai multe specii protejate de  nevertebrate (2): un carabus din specia Carabus hungaricus, albilița portocalie (o libelulă din specia Coenagrion ornatum).